# 5706 Finkelstein
Az 5706 Finkelstein (ideiglenes jelöléssel 1971 SS1) a Naprendszer kisbolygóövében található aszteroida. Krími Asztrofizikai Obszervatórium fedezte fel 1971. szeptember 23-án.